# Горячие новости (фильм, 2009)
«Горячие новости» (англ. Newsmakers) — кинофильм в жанре боевик режиссёра Андерса Банке. Ремейк одноимённого гонконгского боевика (англ. «Breaking News») (кит. 大事件), снятого в 2004 году режиссёром Джонни То, о полицейской операции, превращённой в реалити-шоу.

## Сюжет
В центре Москвы группа оперативников под руководством майора Смирнова начинает операцию по захвату банды во главе с жестоким и неуловимым Германом. В неожиданно вспыхнувшей перестрелке бандиты расстреливают сотрудников милиции и мирных жителей. Смирнову удаётся лишь тяжело ранить члена банды Серёгу «Коня» (и его же убивает Герман, чтобы оперативники не смогли арестовать). Случайно оказавшаяся на месте событий телевизионная съемочная группа снимает и передает в эфир репортаж о милицейском поражении.
Молодая и амбициозная начальница пресс-службы ГУВД Катя Вербицкая предлагает свой план спасения чести правоохранительных органов: московская милиция сможет восстановить своё доброе имя, превратив поимку особо опасной банды в мультимедийное реалити-шоу. Но попавшие под прицел телекамер бандиты в долгу не остаются — они захватывают в жилом доме заложников, объединяются с киллерами (профессиональным киллером и киллером-стажёром Валерой) и начинают свою собственную трансляцию через Интернет. Бандиты не собираются сдаваться, ведь за их преступления им назначено пожизненное лишение свободы.
Война между спецназом и преступниками разворачивается и в реальном мире, и в виртуальном пространстве. Но в этой войне сталкиваются ещё две стороны — Катя Вербицкая и Олег Смирнов. В отличие от Вербицкой, Смирнова не интересуют медийные проекты. Он хочет отомстить бандитам за их звериную жестокость. По приказу начальства спецназ штурмует дом. Преследуя Германа, Смирнов убивает профессионального киллера, а спецназ расстреливает бандитов. Двое из них (член банды «Орда» и киллер-стажёр Валера) оказываются арестованы спецназом. Спасая Вербицкую, Смирнов убивает Германа. После ликвидации банды Вербицкая и Смирнов присутствуют на пресс-конференции (возможно, к концу фильма они стали парой). После фильма в титрах ведущая новостей на Первом канале сообщает, что Вербицкая и другие отличившиеся в спецоперации представлены к правительственным наградам.

## В ролях
- Андрей Мерзликин — Олег Смирнов, майор, оперативник
- Мария Машкова — Катя Вербицкая, капитан, пресс-секретарь ГУВД
- Евгений Цыганов — Герман, главарь банды
- Сергей Гармаш — профессиональный киллер
- Максим Коновалов — «Клей», член банды
- Алексей Франдетти — «Орда», террорист, член банды
- Павел Климов — Колян, бывший десантник, член банды
- Сергей Веснин — Серёга «Конь», член банды
- Артём Семакин — Валера, киллер-стажёр
- Виктор Чепелов — Саня, оперативник
- Давид Степанян — Гамлет, оперативник
- Пётр Рытов — Андрей Поляков, оперативник
- Юрий Шлыков — Сергей Петрович Болдырев, генерал, глава МВД
- Павел Сухов — адъютант
- Владимир Лёд — Петрушин, полковник милиции
- Григорий Баранов — Юрий, таксист, хозяин квартиры, заложник
- Иван Суханов — Вадик, сын Юры, заложник
- Софья Хилькова — Соня, дочь Юры, сестра Вадика, заложница
- Сэм Клебанов — режиссёр Рома
- Павел Степанов — 1-й гаишник
- Юрий Круглов — 2-й гаишник
- Павел Мисаилов — плачущий сержант
- Михаил Солодко — командир спецназа
- Игорь Скурихин — полковник ОМОНа
- Юрий Чигров — генерал
- Фёдор Горбунов — менеджер
- Антон Алипов — монтажёр
- Антон Фёдоров — чокнутый
- Ксения Иванова — девушка чокнутого
- Галина Челнокова — дама в бигуди
- Олег Шапко — старик
- Алексей Митрофанов — политик
- Роман Щербина — корреспондент ТВ
- Анна Качко — корреспондент ТВ
- Алёна Горенко — ведущая новостей
- Юрий Захаров — ведущий телемоста
- Антон Комолов — ведущий радио «Маяк»
- Юлия Панкратова — ведущая новостей на Первом канале
- Геннадий Храпунков — докладчик
- Олег Чернигов — Михалыч
- Сергей Багиев — врач скорой помощи
- Леонид Калараш — генерал ФСБ

## Съёмочная группа
- Авторы сценария:
  - Сэм Клебанов
  - Александр Лунгин
- Режиссёр: Андерс Банке
- Оператор-постановщик: Крис Марис
- Художник-постановщик: Григорий Пушкин
- Художник-гример: Ирина Морозова
- Художник по костюмам: Татьяна Вдовина
- Композитор: Энтони Лледо
- Звукорежиссёр: Никлас Меритс
- Продюсеры:
  - Сэм Клебанов
  - Анна Качко
- Сопродюсеры:
  - Петер Хильтунен
  - Александр Сизов
- Монтаж ТВ-роликов: Антон Новосельцев
- Продюсер ТВ-роликов: Андрей Русанов

## Рецензии
- Максим Эйдис. «Горячие новости»: наш ремейк Джонни То. OpenSpace.ru (8 мая 2009). Дата обращения: 24 февраля 2010. Архивировано 31 марта 2012 года.